# Gorses
Gorses är en kommun i departementet Lot i regionen Occitanien i södra Frankrike. Kommunen ligger i kantonen Latronquière som tillhör arrondissementet Figeac. År 2022 hade Gorses 340 invånare.

## Befolkningsutveckling
Antalet invånare i kommunen Gorses
| Referens: INSEE |